# أمينتايو
أمينتيون (Αμύνταιον) هي مدينة في فلورينا في مقاطعة فوريا إلادا في اليونان.
يبلغ عدد سكانها حوالي 4027 نسمة.